# دارمرز

دارمرز یا خط رویش درختان بیشترین ارتفاعی است که درختان یک منطقه می‌توانند در آن رشد کنند. در ارتفاعات بالاتر به‌دلیل شرایط نامناسب محیطی، مانند هوای بسیار سرد حاکم بر این‌گونه مناطق، و نیز کمبود اکسیژن - که گیاهان برای ادامهٔ زندگی به آن نیازمندند - امکان رشد درختان وجود ندارد. ارتفاع خط درخت در مناطق گوناگون متفاوت است و به شرایط اقلیمی آن منطقه بستگی دارد. بیشترین ارتفاع خط رویش درختان در جهان ۵۲۰۰ متر و در کشور بولیوی است.